# Maltézský psík
Maltézský psík, někdy též maltézský pinč či maltézáček, je společenské psí plemeno původem z oblasti centrálního Středomoří z okolí ostrova Malta. Někdy je však původ uváděn v oblasti Jaderského moře a ostrova Mljet.

## Etymologie
Název plemene naznačuje, že pochází z ostrova Malta, protože přídavné jméno „maltese“ pochází ze semitského slova „malat“, které znamená útočiště nebo přístav. Tento semitský kořen se objevuje v celé řadě jmen přímořských míst; např. ve jménu jaderského ostrova Méléda, sicilského města Melita a také ostrova Malta.[zdroj⁠?!]

## Historie
Předkové tohoto plemene žili v přístavech a přímořským městech centrálního Středomoří, kde lovili myši a krysy, které se nacházely ve velkém množství v přístavních skladištích a podpalubí lodí. První písemná zmínka existuje z roku 370 př. n. l., kde řecký spisovatel Kallimachos, dvorní básník Ptolemaiovců, tohoto psa označil jménem Canis Melitaeus. Plinius starší lokalizoval původ plemene na Maltu a charakterizoval jej jako příjemného společníka místních dam.
Aristotelés, který žil ve 4. století př. n. l., zmínil v seznamu psů známých v jeho době malé plemeno, jenž označil jako canes melitenses. Římský básník Marcus Valerius Martialis napsal v 1. století n. l. báseň, ve které zmiňuje malého bílého psíka Issu jako přítele Publia. Toto plemeno bylo známé také ve starověkém Římě a jako oblíbený společník vdaných žen byl oslavován básníkem Strabónem.
Obrazy maltézských psíků od mnoha renesančních malířů ukazují tohoto malého psíka v salónech po boku nejkrásnějších žen své doby.[zdroj⁠?!] V 17. až 18. století se někteří chovatelé rozhodli vylepšit plemeno tím, že ho zmenší. Carl Linné v roce 1792 uvedl, že tito psi nakonec byli velikosti veverky.[zdroj⁠?!] Původní plemeno křížením s jinými plemeny např. pudlů a miniaturních španělů nakonec téměř vyhynulo.[zdroj⁠?!]
Toto opravdu starobylé plemeno bylo jedno z prvních vystavovaných. Ve Velké Británii to bylo roku 1862 a v USA roku 1877. 

## Stavba těla
Hlava Maltézského psíka je středně velká s mírně zaobleným temenem a také s dobře vyznačeným čelním sklonem. Co se týká čenichu, tak ten je široký a má černou barvu stejně jako tlapky. Jejich oči jsou poměrně velké a oválné tmavohnědé barvy s černými okraji víček. Dále na hlavě najdeme dlouhé uši, které jsou nízko nasazené, přilehlé k hlavě a bohatě osrstěné.
Tělo je kompaktní, nízko posazené s krátkým rovným hřbetem a poměrně hlubokým dobře klenutým hrudníkem. Nohy má Maltézský psík krátké a rovné. Přední nohy jsou jemnější než ty zadní. Zadní nohy oproti předním jsou silné se svalnatými stehny. Tlapky má malé, kulaté a osrstěné s černými polštářky zespodu. Ocas tvoří bohatá a dlouhá srst, která vypadá na hřbetě jako překlopený chochol. 

## Charakteristické rysy
Vyznačuje se čistě bílou velmi dlouhou rovnou a hedvábnou srstí bez kudrlinek, která stále dorůstá, nemá podsadu, nelíná a nepáchne. Srst může mít až slonovinovou barvu a tolerují se i světle oranžové odstíny. Výška se pohybuje od 20 do 25,5 cm, hmotnost 3–5 kg (někdy i méně). Držení těla je noblesní, psíci nesou hlavu vysoko a vznešeně.[zdroj⁠?!] Pohybuje se lehce, elegantně. Pro maltézské psíky jsou typické velice rychlé kroky v klusu.
Je inteligentní, přítulný, má rád děti a dobře se vychovává. Vzhledem ke své inteligenci a vztahu k lidem je někdy více než je obvyklé citově navázán na své majitele a rodinné příslušníky, takže vyžaduje relativně více péče, mazlení a pozornosti.[zdroj⁠?!]
Snese se s ostatními psy, kočky a jiná drobná zvířata ovšem zahání, ale neublížil by jim. Je také hravý psík a dobře vycvičitelný, je možné s ním soutěžit v agility nebo se zúčastnit výstav.
Feny zpravidla hárají 1-2 do roka, avšak krvavé skvrny mohou být nepatrné a minimální.
Na křik a tvrdé zacházení reaguje panikou a úzkostí.[zdroj⁠?!] Je velice učenlivý a bystrý. Bude šťastný kdykoli a kdekoli, pokud bude v náruči svých nejbližších. Přes svůj malý vzrůst má hodně elánu. Pro sport se však nehodí. Rád si hraje, zvládne i delší procházky, ale usedlý životní styl mu nedělá problém.

## Péče

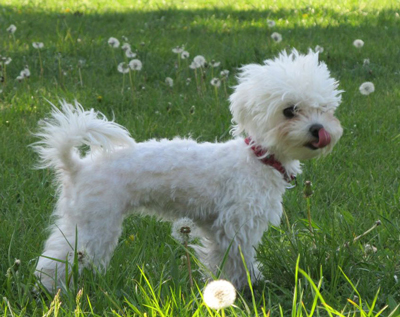
Maltézský psík s ostříhanou srstí

Typické obtíže plemene je silné slzení. Okolí očí je potřeba také pravidelně ošetřovat, protože vytékající slzy zbarvují a slepují srst. Je vhodné jej denně kartáčovat, česat a pravidelně koupat. Maltézský psík může být ostříhán nakrátko, v opačném případě mu naroste srst dlouhá a v takovém případě je o takovouto srst nutná zvýšená péče. Protože když má být srst dlouhá a hedvábná ve vrcholné kondici, tak je jasné, že potřebuje mnoho péče a pozornosti. Maltézáčky nesmíme také vystavovat velkému chladu ani lijáku. 

## Zdraví
Průměrná délka života: 14 – 15 let.
Maltézský psík se obvykle dožívá vysokého věku. Navzdory křehkému vzhledu, který navozuje dojem vysoké zranitelnosti, se totiž jedná o v zásadě zdravé plemeno. Přesto inklinují Maltézáčci k některým onemocněním ve zvýšené míře. Mezi častěji zaznamenané zdravotní potíže u Maltézského psíka patří luxace pately. Tento zdravotní problém je ostatně typickým neduhem, jenž postihuje malá plemena psů. Maltézský psík trpí hojně na onemocnění očí (od silného slzení po progresivní retinární atropii), kterým je proto třeba věnovat zvýšenou, intenzivní péči. Další zranitelnou oblastí je ústní dutina (riziko nemocí zubů a dásní).

## Vyřazující vady
Podle standardu Mezinárodní kynologické federace (FCI) jsou vyřazujícími vadami:[zdroj⁠?!]
- výrazná divergence nebo konvergence ploch hlavy
- úplná depigmentace nosní houby nebo nosní houba jiné barvy než černé
- podkus (dolní čelist kratší než horní)
- skvrna na rohovce
- úplná depigmentace očních víček
- chybějící ocas, zkrácený ocas, ať už přirozeně nebo uměle
- kadeřavá srst
- jakákoliv jiná barva než bílá, s výjimkou bledé slonoviny
- skvrny jiných barev, bez ohledu na jejich velikost